# Wieki ciemne w Cesarstwie Bizantyńskim
Wieki ciemne w Cesarstwie Bizantyńskim – okres w historii Cesarstwa Bizantyńskiego pomiędzy VII a VIII wiekiem. Stanowi on przejście między starożytnym, czyli wczesnym a średniowiecznym, czyli późnym Bizancjum. Wieki ciemne charakteryzują się małą ilością źródeł historycznych, które pozwalają zapoznać się z rzeczywistością tych czasów, oraz dużymi przemianami wewnętrznymi. Ich koniec przypada na panowanie dynastii macedońskiej, kiedy w kulturze bizantyńskiej następuje tak zwany renesans macedoński.

## Załamanie potęgi politycznej
Siódmy wiek był punktem zwrotnym w historii Cesarstwa Bizantyńskiego. Na początku tego stulecia Bizancjum nadal kontrolowało większość wybrzeży Morza Śródziemnego i przeciwstawiało się perskim Sasanidom. Pomimo zwycięskich wojen cesarza Justyniana I w VI wieku, wiele jego zdobyczy w Italii i Hiszpanii zostało szybko straconych, ale nadal był to późnoantyczny świat zdominowany przez Cesarstwo, ze śródziemnomorskim basenem jako środkiem ciężkości i miastami jako głównymi ośrodkami życia społecznego i gospodarczego. Podboje muzułmańskie w VII wieku zburzyły ten porządek. Kształtujący się kalifat był nie tylko znacznie potężniejszy i groźniejszy niż Persja kiedykolwiek, ale także spowodował zerwanie politycznej jedności świata śródziemnomorskiego i przesunięcie centrum władzy na wschód; najpierw do Damaszku, a następnie do Bagdadu. Bizancjum zostało przez Arabów okrojone terytorialnie i zmuszone do obrony, oraz straciło dotychczasowe znaczenie.

## Przemiany polityczne i społeczne
Kryzys państwowy doprowadził do głębokich przemian w społeczeństwie i kulturze Bizancjum, które zostały zakończone dopiero w IX wieku. Cesarstwo od czasów Herakliusza było bardziej zmilitaryzowane. Cywilna struktura administracyjna, ustanowiona przez Dioklecjana i jego następców została zastąpiona temami, którymi kierował strateg, czyli dowódca wojskowy. W ten sposób zniesiono rozróżnienie na hierarchię cywilną i wojskową. Wraz ze stratami terytorialnymi administracja została usprawniona, a władza centralna wchłonęła starą administrację prowincjonalną prefektur. Inną zmianą było to, że język grecki ostatecznie zastąpił łacinę jako język administracji w tym okresie.
Podboje arabskie w połączeniu ze słowiańskimi najazdami na Bałkany, spowodowały załamanie się późnoantycznego porządku społecznego. Szczególnie miasta zostały zredukowane do małych, ufortyfikowanych osad, znanych głównie jako bastiony obronne i centra handlu. Jedynie stolica Bizancjum, Konstantynopol nie straciła na znaczeniu i liczyła około pół miliona mieszkańców w VI wieku. Prowincjonalna arystokracja upadła; wielcy właściciele ziemscy późnej starożytności zostali zrujnowani przez ciągłe inwazje. W ich miejsce weszli drobni posiadacze ziemscy - wolni chłopi oraz stratioci.

## Szkolnictwo, architektura i sztuka
W okresie wieków ciemnych edukacja doznała poważnego kryzysu. W stolicy nadal istniała pewna forma szkolnictwa wyższego, a edukacja prywatna była nadal dostępna dla bogatych, ale zdobycie jej było znacznie trudniejsze. W szczególności edukacja w zakresie prawa rzymskiego, która była podstawą kariery w urzędach gwałtownie się pogorszyła, czemu sprzyjał fakt, że nauczanie prawa tradycyjnie znajdowało się w rękach niewielkiej grupy głównie pogańskich uczonych. Spadek liczebności i jakości wykształconych klas spowodował zmniejszenie liczby tworzonych prac filologicznych, gdyż odbiorcy takich dzieł byli nieliczni i z każdym rokiem ich liczba malała. W architekturze sytuacja była również kryzysowa, a wiele kamieniołomów zostało opuszczonych. W tym okresie oprócz fortyfikacji zaprzestano prawie całej działalności budowlanej. Ucierpiała również sztuka; przykładowo w czasach rządów cesarza Justyniana II zabroniono organizowania przedstawień teatralnych dla słuchaczy Uniwersytetu Konstantynopolitańskiego. Decyzja o zakazaniu przedstawień była spowodowana głównie tym, iż tradycja ta miała rodowód pogański.

## Ubogość źródeł historycznych
Jedynymi bizantyńskimi źródłami historycznymi dla wieków ciemnych Bizancjum są dzieła zaledwie dwóch autorów - Teofana Wyznawcy oraz patriarchy Nikefora. Kroniki Teofana Wyznawcy opisują czasy od Dioklecjana do Leona V (od III do IX wieku), są dość szczegółowe, jednak bardzo nieobiektywne. Z kolei historia syntomos Nikefora opiewająca okres od roku 602 do 769 jest mniej szczegółowa, jednak wykazuje się dużo większym obiektywizmem. Obaj wspomnieni autorzy pisali na początku IX wieku i nie byli współcześni większości opisywanym przez siebie wydarzeniom. Bazowali natomiast na tych samych, zaginionych później źródłach. W VII i VIII wieku nauka i literatura zostają usunięte w cień i bardzo zubożały w stosunku do poprzednich epok. Dziedziną wysuwającą się na pierwszy plan w czasach dynastii heraklijskiej jest za to teologia.

## Zmiany w moralności
W VII i VIII wieku doszło do wielkiej zmiany mentalności Bizantyńczyków. Duży wpływ na to miała religia chrześcijańska. Choć Cesarstwo od samego początku istnienia było chrześcijańskie, to dopiero w VI i VII wieku religia zaczęła poważnie odbijać swoje piętno na życiu codziennym mieszkańców Bizancjum. Cesarz Justynian I Wielki wykształconym poganom zakazał nauczania, a w 529 zamknął Akademię w Atenach. Z kolei po soborze Quinisextum w 692 za cesarza Justyniana II potępiono pogańskie zwyczaje. Do zakazanych praktyk zaliczało się chociażby obchodzenie grudniowych Brumaliów, czy śpiewanie pieśni ku czci Dionizosa podczas winobrania. Coraz większa ilość cesarzy nosiła tytuły nawiązujące do chrześcijaństwa. Na przykład Herakliusz był "obrońcą Ziemi Świętej", Konstantyn IV "światłością ortodoksji", a Justynian II "sługą Chrystusa". Przy czym ten ostatni jako pierwszy umieścił wizerunek Jezusa na awersie monet.
W VII wieku doszło do zwyrodnienia i barbaryzacji obyczajów. Jako kary dla przeciwników politycznych weszły takie praktyki jak obcinanie nosa, oślepianie, czy kastracja. Po raz pierwszy tego typu kary zastosowano na żonie Herakliusza Martynie, której w 641 obcięto język, oraz jej synu Herakleonasie, którego pozbawiono nosa. Od tej pory okaleczanie weszło na stałe do repertuaru politycznych kar i było stosowane aż do XIII wieku. Przykładowo prawodawstwo VIII wieku zawarte w wydanej w 726 roku przez Leona III Eklodze przewiduje amputację ręki, języka, nosa, oślepienie, ogolenie głowy, czy opalenie włosów. W wielu wypadkach zastępowano tym karę śmierci, albo stosowano okaleczenia tam, gdzie Kodeks Justyniana z VI wieku przewidywał tylko kary pieniężne. Brutalne praktyki można wytłumaczyć tym, że cesarz bizantyński jako odzwierciedlenie boskiego autorytetu musiał był fizycznie nieskazitelny, dlatego oszpecenie uniemożliwiało mu dostęp do tronu. Wyjątkiem był Justynian II, który w 705 powrócił na tron mimo uciętego wcześniej nosa. Zdaniem serbskiego bizantynologa Georga Ostrogorskiego zmiana obyczajów w tym względzie była spowodowana bliskimi kontaktami Bizancjum ze Wschodem.